# Spoorlijn Hagen Hauptbahnhof - Hagen-Eckesey
De spoorlijn Hagen Hauptbahnhof - Hagen-Eckesey is een Duitse spoorlijn en is als spoorlijn 26 onder beheer van DB Netze.

## Geschiedenis
Het traject werd door de Bergisch-Märkische Eisenbahn-Gesellschaft geopend op 1 april 1884 en vormt de verbinding tussen Hagen Hauptbahnhof aan de spoorlijn Aken - Kassel en Hagen-Eckesey aan de spoorlijn Düsseldorf-Derendorf - Dortmund Süd.

## Aansluitingen
In de volgende plaatsen is of was er een aansluiting op de volgende spoorlijnen:
Hagen Hbf
DB 2400, spoorlijn tussen Düsseldorf en Hagen
DB 2550, spoorlijn tussen Aken en Kassel
DB 2800, spoorlijn tussen Hagen en Haiger
DB 2801, spoorlijn tussen Hagen en Dortmund
DB 2804, spoorlijn tussen Hagen en Hagen-Heubing
DB 2810, spoorlijn tussen Hagen en Dieringhausen
DB 2816, spoorlijn tussen Hagen en Ennepetal-Altenvoerde
DB 2819, spoorlijn tussen Hagen en Hagen-Oberhagen
Hagen-Eckesey
DB 2423, spoorlijn tussen Düsseldorf-Derendorf en Dortmund Süd
DB 2802, spoorlijn tussen Hagen-Eckesey en Hagen Güterbahnhof
DB 2822, spoorlijn tussen Hagen-Eckesey en Hagen-Vorhalle
DB 2823, spoorlijn tussen Hagen-Eckesey en de aansluiting Hohensyburg

## Elektrische tractie
Het traject werd geëlektrificeerd met een wisselspanning van 15.000 volt 16⅔ Hz.